# Machaerota longiscutata
Machaerota longiscutata is een halfvleugelig insect uit de familie Machaerotidae. De wetenschappelijke naam van deze soort is voor het eerst geldig gepubliceerd in 1963 door Maa.